# Zbigniew Mendera
Zbigniew Konrad Mendera (ur. 26 sierpnia 1933 w Zagórzu, pow. Będzin, zm. 14 lutego 2020 w Krakowie) – profesor zwyczajny w dziedzinie teorii konstrukcji i konstrukcji stalowych na Wydziale Budownictwa Lądowego Politechniki Krakowskiej.

## Życiorys
Dzieciństwo spędził w Zagórzu. Podczas II wojny światowej – od 1944 roku – należał do Szarych Szeregów. Pod koniec wojny przez półtora roku, wraz z innymi dziećmi musiał co tydzień stawiać się na noc w charakterze meldunkowego (de facto zakładnika) na posterunku niemieckim w Zagórzu, co w zamyśle Niemców miało na celu zabezpieczenie posterunku przed atakami partyzantów. Po wojnie należał do harcerstwa.
Po zakończeniu wojny ukończył kurs pilota szybowcowego. W czasie studiów na Politechnice Krakowskiej w 1951 był zawodnikiem sekcji siatkówki AZS PK. Współorganizował m.in. pierwsze Mistrzostwa Narciarskie Politechniki Krakowskiej w 1953 w Zakopanem, a w kolejnych latach wielokrotnie występował w nich jako zawodnik. Był kierownikiem sportowym koła AZS Kraków oraz prezesem AZS PK w latach 1955-56, a w latach 1985-89 prezesem Zarządu Środowiskowego AZS Kraków. Był Członkiem Honorowym AZS Kraków.
Zbigniew Mendera był żonaty z Wandą z Podolskich, zmarłą w 2009 roku, miał córkę Joannę i syna Macieja.

## Kariera naukowa
Studia ukończył na Wydziale Budownictwa Lądowego Politechniki Krakowskiej. Uzyskał stopień magistra inżyniera budownictwa lądowego w 1956 roku na podst. pracy Wytężenia stali i żeliwa w ogólnym stanie naprężenia. Następnie rozpoczął pracę wykładowcy na Politechnice Krakowskiej oraz projektanta w Biurze Studiów i Projektów Hutnictwa Biprostal w Krakowie, gdzie pracował dziewięć lat, a następnie przez wiele lat był tam konsultantem naukowym.
W 1964 roku uzyskał stopień doktora nauk technicznych na podst. pracy Wytężenie połączeń spawanych stali o podwyższonej wytrzymałości. Odbył staże naukowe w Moskwie, Kijowie i Leningradzie w 1966 oraz w Udine w 1987. W 1970 roku uzyskał stopień doktora habilitowanego w oparciu o rozprawę Zagadnienia stanów granicznych konstrukcji stalowych (wyd. Zeszyty Naukowe Politechniki Krakowskiej). W 1980 roku został profesorem nadzwyczajnym, a w 1989 profesorem zwyczajnym.
Uczestniczył i wygłaszał referaty na konferencjach naukowych w kraju i za granicą (m.in. w Guildford, Madrycie, Toronto, Tokio, Pekinie, Budapeszcie, Pradze, Karlowych Warach, Szczyrbskim Jeziorze).

### Stanowiska
Pełnił funkcje asystenta (1956-58), st. asystenta (1958-65), adiunkta (1965-70), docenta (1970-80) i profesora (od 1980) w Katedrze Konstrukcji Stalowych i Spawalnictwa na Politechnice Krakowskiej.
Był wicedyrektorem Instytutu Materiałów i Konstrukcji Budowlanych PK, prodziekanem Wydziału Budownictwa Lądowego PK (1972-75), prorektorem PK do spraw Badań Naukowych i Współpracy z Gospodarką (1980-87), kierownikiem Katedry Konstrukcji Stalowych i Spawalnictwa na PK (1987-94), członkiem Senatu PK oraz pracownikiem Zakładu Konstrukcji Metalowych na Politechnice Śląskiej w Gliwicach (2005-10).

### Członkostwo w organizacja naukowych
Był członkiem Centralnej Komisji ds. Stopni i Tytułów przy Prezesie Rady Ministrów w latach 1997-99.
W PZITB pełnił funkcję wiceprezesa oddziału krakowskiego.
Był również członkiem Komitetu Redakcyjnego wydawnictw KILiW PAN: Archives of Civil Engineering, redaktorem zeszytów serii Studia z Zakresu Inżynierii oraz członkiem czynnym The New York Academy of Sciences.

### Publikacje
Był autorem lub współautorem ok. 220 publikacji naukowych oraz podręczników akademickich i książek, takich jak np.: Stalowe konstrukcje specjalne, wydana przez Arkady w Warszawie w 1995 roku, za którą (wraz z Jerzym Ziółko, Wojciechem Włodarczykiem i Sylwią Włodarczyk) otrzymał w 1998 nagrodę Ministra Gospodarki Przestrzennej i Budownictwa oraz Stalowe konstrukcje wsporcze napowietrznych linii elektroenergetycznych wysokiego napięcia, wydana przez PWN w Warszawie w 2012 roku (napisana wraz z Leszkiem Szojdą i Grzegorzem Wandzikiem).
Opracował ponad 230 ekspertyz naukowo-technicznych, w tym również będąc przewodniczącym Specjalnej Komisji powołanej w celu zbadania przyczyn Katastrofy budowlanej Hali Wystawowej w Katowicach w 2006 roku.
Wypromował ok. 180 inżynierów i pięciu doktorów nauk technicznych.

## Odznaczenia
Został odznaczony Krzyżem Kawalerskim i Oficerskim Orderu Odrodzenia Polski, Medalem Komisji Edukacji Narodowej i innymi odznaczeniami. Otrzymał także szereg nagród Ministra Nauki i Szkolnictwa Wyższego.
Profesor Zbigniew Mendera został pochowany na cmentarzu Batowickim (kwatera B5, rząd VI, grób nr 4).

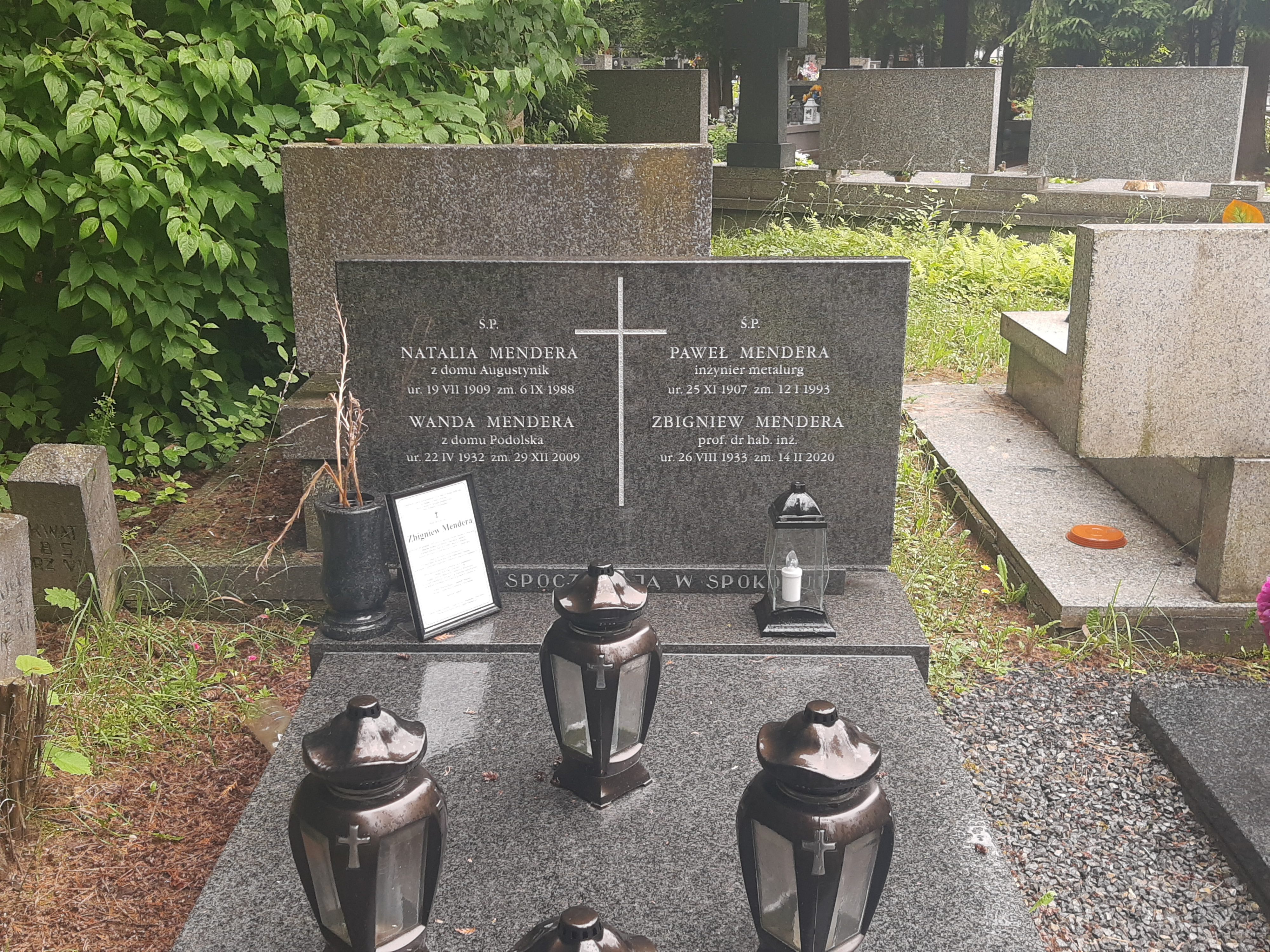
Grób prof. Zbigniewa Mendery na Cmentarzu Prądnik Czerwony